# Catocala shirozui
Catocala shirozui är en fjärilsart som beskrevs av Shigero Sugi 1982. Catocala shirozui ingår i släktet Catocala och familjen nattflyn. Inga underarter finns listade i Catalogue of Life.